# حمام بهمنی
حمام بهمنی مربوط به دوره قاجار است و در شهرستان بهار، خیابان امام خمینی، خیابان آیت الله طالقانی، کوچه شهید طالبی واقع شده و این اثر در تاریخ ۱۸ اسفند ۱۳۸۷ با شمارهٔ ثبت ۲۵۱۱۶ به‌عنوان یکی از آثار ملی ایران به ثبت رسیده است.